# Pterolophia andamanensis
Pterolophia andamanensis là một loài bọ cánh cứng trong họ Cerambycidae.